# Gonianotini
Tribu
Gonianotini est une tribu d'insectes hémiptères du sous-ordre des hétéroptères (punaises) de la sous-famille des Rhyparochrominae.

## Description
Les Gonianotini ont tous les stigmates (ou spiracles) abdominaux ventraux, sauf ceux du quatrième segment où ils sont dorsaux (seul cas chez les Rhyparochrominae, dont les autres tribus les ont placés soit toujours ventraux, soit dorsaux sur également d'autres segments que le quatrième). Leur corps est en général large et elliptique, et avec des marges latérales du pronotum largement aplaties. Les juvéniles ont l'abdomen en général sombre, sans suture en Y. Ces punaises sont plutôt moyennes en taille, mesurant de 3 à 7 mm,.

## Répartition et habitat
Cette tribu a une répartition surtout holarctique, principalement paléarctique, avec quelques espèces néarctiques, et qui descendent parfois jusqu'au Sud de l'Amérique centrale, et quelques-unes en région afrotropicale,.
En France, on en recense 23 espèces dans les genres Aoploscelis (1), Aphanus (1), Emblethis (7), Gonianotus (2), Ischnopeza (1), Macrodema (1), Neurocladus (1), Pionosomus (1), Pterotmetus (2) et Trapezonotus (6).
Au Québec, on rencontre trois espèces, Atrazonotus umbrosus, Emblethis vicarius, Trapezonotus arenarius.
Certains genres apprécient les milieux secs (Diomphalus) ou sableux (Aphanus, Gonianotus, Trapezonotus), ou au contraire plus humides (Bleteogonus).

## Biologie
Ces espèces vivent au sol, dans la litière, sous les pierres, etc. Ils sont granivores, comme la plupart des Rhyparochromidae.

## Systématique
La tribu des Gonianotini a été décrite par l'entomologiste suédois Carl Stål en 1872. En 1957, G. G. E. Scudder en fait une sous-tribu des Rhyparochromini,, avant que Slater & Sweet ne la rétablissent comme tribu à part entière en 1961 en prenant en compte également le critère de forme de la suture abdominale chez les juvéniles. Ce statut n'a pas été remis en question depuis,.
Des fossiles d'une dizaine d'espèces éteintes ont été découverts dans les genres actuels Aphanus (y compris Pachymerus, synonymisé), Pionosomus, et Trapezonotus, en France, en Allemagne, en Croatie, en Pologne, en Utah et au Colorado (États-Unis). Les plus anciens remontent à environ 50 à 46 millions d'années, (fin Yprésien, début Lutétien, à l'Éocène).
Aujourd'hui, le groupe contient une vingtaine de genres et environ 115 espèces, dont le site Lygaeoidea Species Files présente un catalogue en ligne.

### Taxinomie
Selon BioLib (31 janvier 2023), complété à partir de Lygaeoidea Species Files, les genres de Gonianotini sont les suivants :
- genre Alampes Horváth, 1884
- genre Aoploscelis Fieber, 1860
- genre Aphanus Laporte de Castelnau, 1833
- genre Armenoecus Kiritshenko & Scudder, 1973
- genre Atrazonotus Slater & Ashlock, 1966
- genre Bleteogonus Reuter, 1885
- genre Claudinerobius Brailovsky, 1978
- genre Delochilocoris Bergroth, 1893
- genre Diomphalus Fieber, 1864
- genre Emblethis Fieber, 1860
- genre Facicoris Kiritshenko & Scudder, 1973
- genre Gonianotus Fieber, 1860
- genre Hyalocoris Jakovlev, 1874
- genre Ischnopeza Fieber, 1860
- genre Macrodema Fieber, 1860
- genre Malezonotus Barber, 1918
- genre Neurocladus Fieber, 1860
- genre Parapolycrates Reuter, 1885
- genre Pionosomus Fieber, 1860
- genre Pterotmetus Amyot & Serville, 1843
- genre Spinigernotus Scudder, 1984
- genre Trapezonotus Fieber, 1860

### Genres présents en Europe
Selon Fauna Europaea (2 juill. 2014) :
- Alampes
- Aoploscelis
- Aphanus
- Bleteogonus
- Diomphalus
- Emblethis
- Gonianotus
- Hyalocoris
- Ischnopeza
- Macrodema
- Neurocladus
- Parapolycrates
- Pionosomus
- Pterotmetus
- Trapezonotus

## Galerie

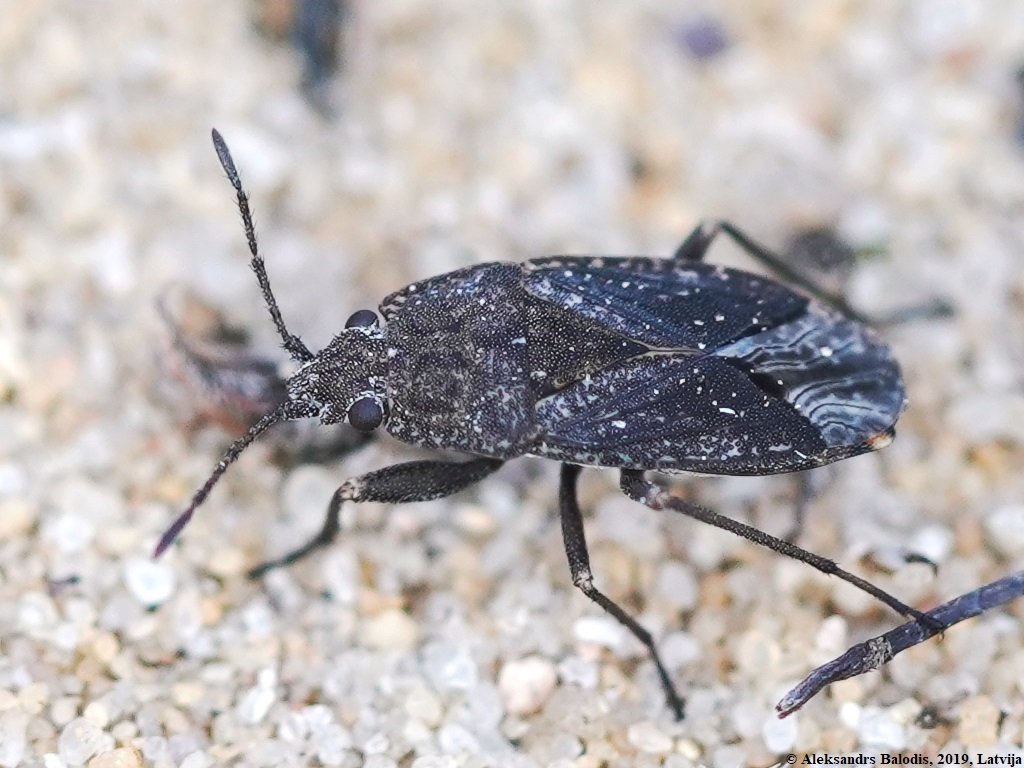
Emblethis verbasci, Lettonie.
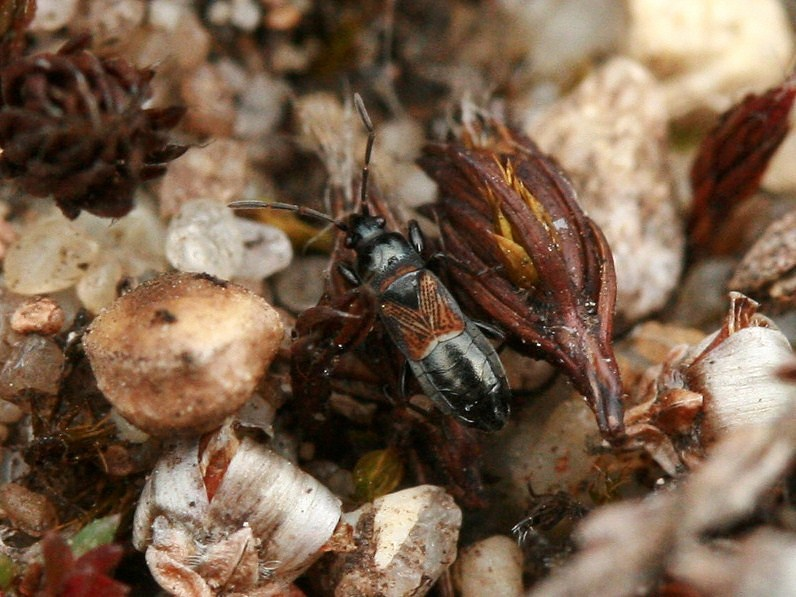
Macrodema microptera.
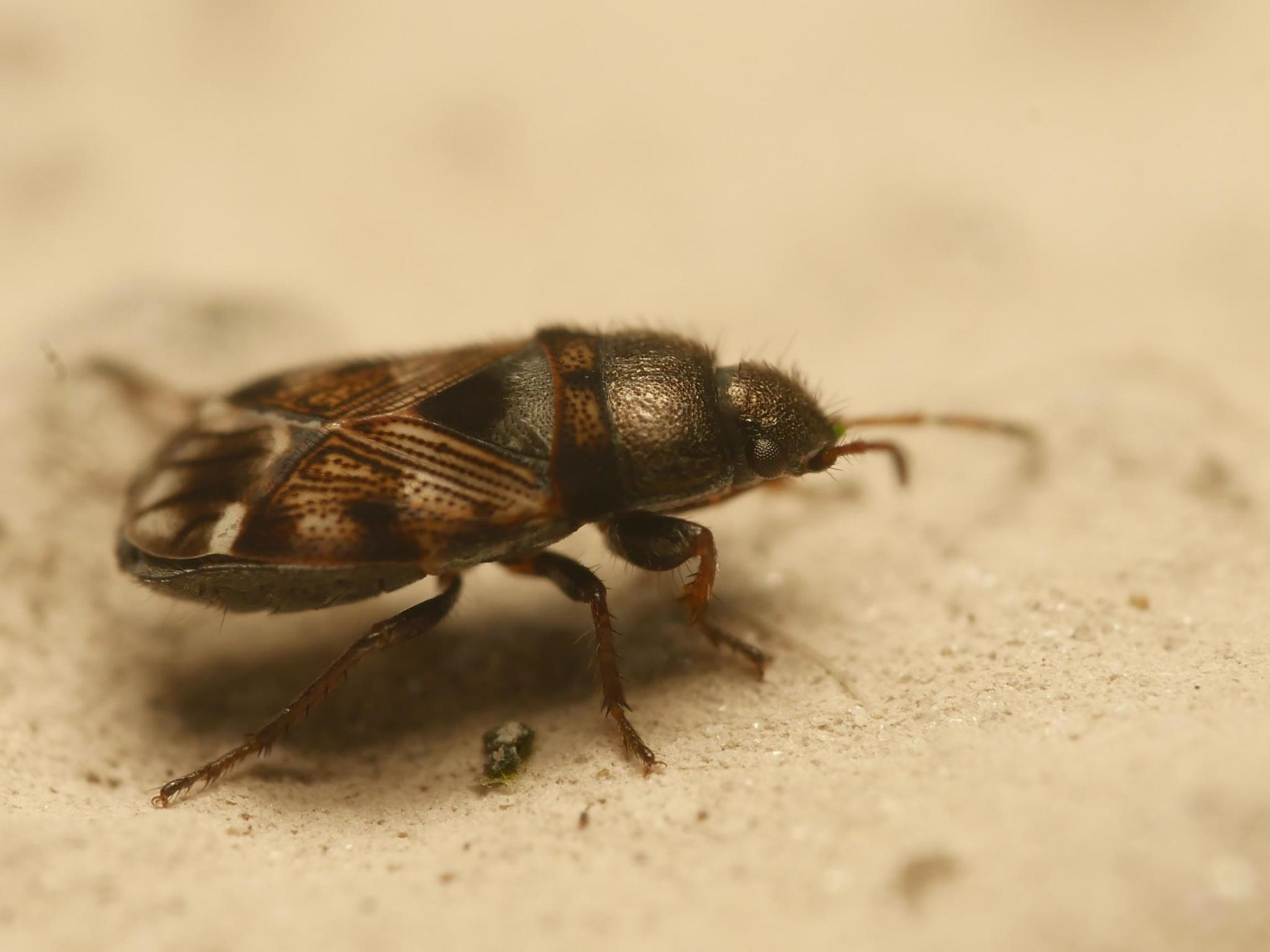
Pionosomus varius, Allemagne.
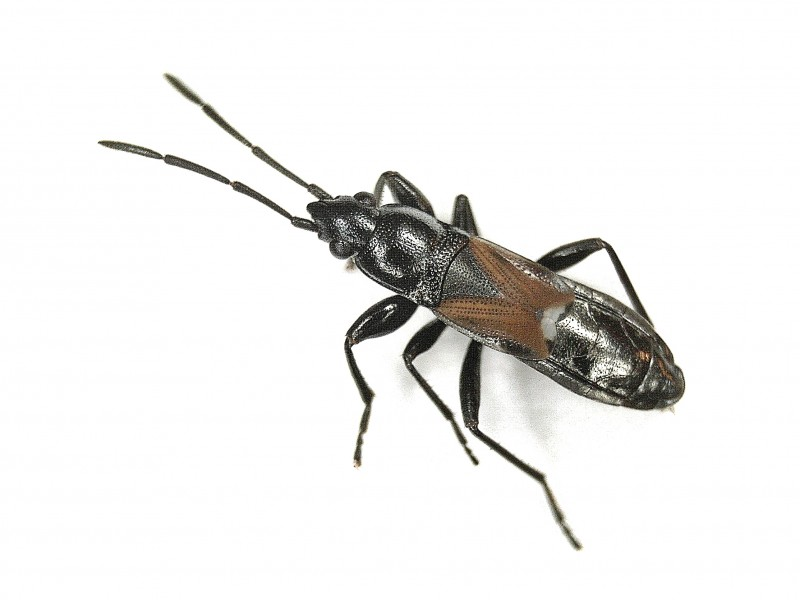
Pterotmetus staphyliniformis, Pays-Bas.
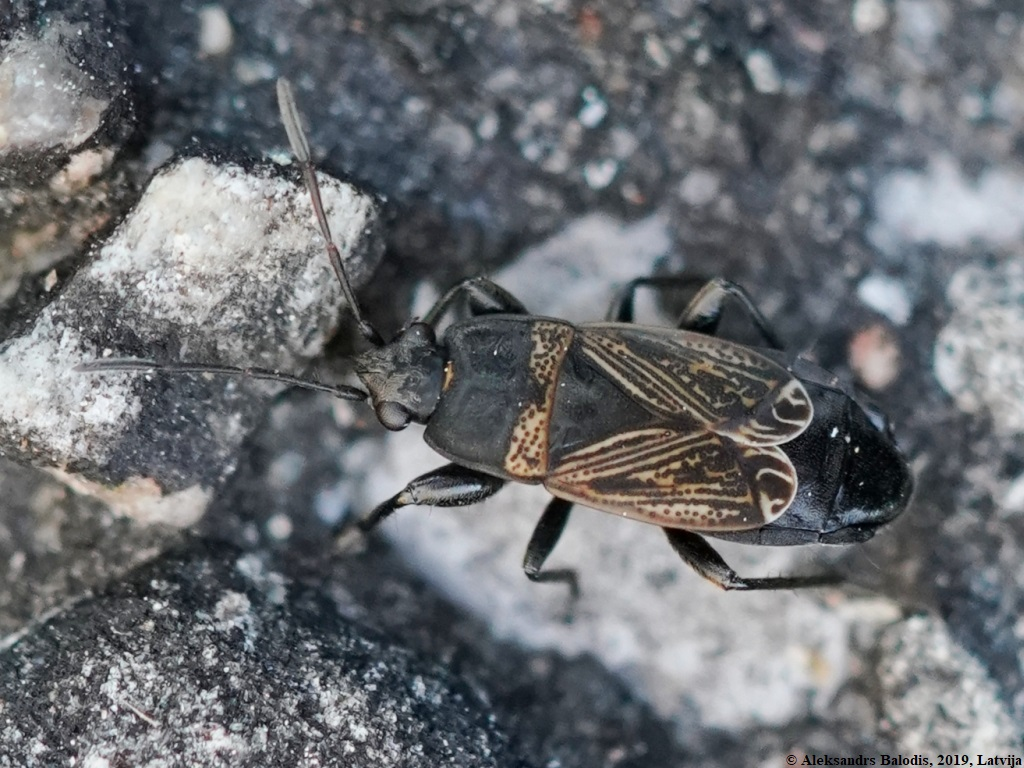
Trapezonotus anorus, Lettonie.